# فرودگاه بهوجپور
فرودگاه بهوجپور (به انگلیسی: Bhojpur Airport) یک فرودگاه همگانی با کد یاتا BHP است . این فرودگاه در کشور نپال قرار دارد و در ارتفاع ۱۲۱۹ متری از سطح دریا واقع شده‌است.

## شرکت‌های هواپیمایی و مقصدهای پروازی
| شرکت‌های هواپیمایی | مقصدهای پروازی      |
| ----------------- | ------------------- |
| نپال ایرلاینز     | بیراتناگر، تریبهوان |
| Tara Air          | تریبهوان            |